# فاجول مولسان
فاجول مولسان (بالتايلندية: ผจญ มูลสัน)‏ (مواليد 13 سبتمبر 1968) هو ملاكم تايلاندي، مثّل بلاده في الألعاب الأولمبية الصيفية 1988 وحقق الميدالية البرونزية في فئة وزن البانتام.

## روابط خارجية
فاجول مولسان على موقع أوليمبيديا (الإنجليزية)